# 繁羽金粉蕨
繁羽金粉蕨（学名：Onychium plumosum）为中国蕨科金粉蕨属下的一个种。

## 扩展阅读
- 維基物種上的相關：繁羽金粉蕨